# Bernarda Vásquez Méndez
Bernarda Vásquez Méndez (1918 – 6 tháng 3 năm 2013)  là một nhà nữ quyền người Costa Rica trở thành người phụ nữ đầu tiên bỏ phiếu trong nước vào ngày 30 tháng 7 năm 1950 sau cuộc đấu tranh bắt đầu vào năm 1923 bởi Liga Women'sista Costarricense, hiến pháp năm 1949 cấp cho phụ nữ Costa Rica quyền bầu cử.

## Cuộc sống cá nhân
Sinh ra ở La Tigra de San Carlos, tham gia plebiscite để xác định xem La Tigra và La Fortuna có còn là một phần của bang San Carlos hay gia nhập San Ramón, đi vào lịch sử với tư cách là người phụ nữ đầu tiên của Costa Rica bầu chọn. Đó là khi bà 27 tuổi, bà đã đi đến các cuộc thăm dò để mở cửa cho hàng ngàn phụ nữ Costa Rica bỏ phiếu, thức dậy lúc 3:00 sáng, để chắc chắn rằng bà là người phụ nữ đầu tiên cử tri. Vào ngày 20 tháng 6 năm 1949, Quốc hội lập hiến của Costa Rica đã trao cho phụ nữ quyền bầu cử.
Từ cuộc bỏ phiếu đầu tiên này, bà đã trở thành một nhà hoạt động trung thành trong việc thực hiện bỏ phiếu, mời Costa Ricans liên tục tham gia vào mỗi hội chợ bầu cử. Tuyên bố một lần cho tờ báo La Nación: "Điều tồi tệ nhất mà một người Costa Rica là ngừng bỏ phiếu, bởi vì nhờ hệ thống chính trị của chúng tôi, chúng tôi luôn có được hòa bình và yên tĩnh." 